# Klara Hitler
Klara Hitler (Spital, 12 de agosto de 1860-Linz, 21 de diciembre de 1907), de nacimiento Klara Pölzl, fue la madre de Adolf Hitler.

## Biografía

### Infancia y juventud (1860-1885)
Klara Polzl nació en 1860 en Spital, una pequeña localidad al norte de Austria. Sus padres eran Johann Baptist Pölzl, un pequeño granjero, y Johanna Hiedler, matrimonio que tuvo once hijos de los cuales solo sobrevivieron tres a la infancia: Klara, la mayor, Johanna y Theresia. El abuelo materno de Klara era Johann Nepomuk Hiedler (o Hüttler, el apellido significa «pequeño propietario rural» y se encuentra en la documentación de la época con diferentes grafías) cuyo hermano, Johann Georg Hiedler, se había casado con Maria Anna Schicklgruber, la madre de Alois Hitler y, por tanto, abuela del propio Adolf Hitler. Dado que en el registro bautismal de Alois aparece en blanco el nombre del padre, no está claro que este fuera el propio Georg sino Nepomuk, quien al poco de morir Maria Anna se llevó a Alois a vivir a su granja. En cualquier caso Klara y Alois estaban estrechamente emparentados y esta inseguridad sobre la identidad de uno de sus abuelos dio pie a especulaciones sin fundamento sobre la posible ascendencia judía de Adolf Hitler.
Klara se trasladó a Braunau am Inn en 1876, con dieciséis años de edad, para servir como criada en la casa de su primo Alois y su primera esposa, Anna Glassl. Alois, que tenía entonces treinta y nueve años y trabajaba como funcionario de aduanas, comenzó poco después una relación con Franciska Matzelberger, una joven sirvienta con la que empezó a convivir nada más separarse de Anna en 1880. Franciska exigió que Klara abandonara la casa, se casó con Alois en 1883 y tuvieron dos hijos, pero cuando en 1884 murió de tuberculosis, Alois hizo volver a Klara a Braunau.

### Matrimonio con Alois Hitler (1885-1903)
Klara se casó con Alois Hitler el 17 de enero de 1885 y en mayo nació su primer hijo, Gustav. Al año siguiente tuvieron a su segunda hija, Ida, y en 1887 a Otto, que murió a los pocos días de nacer. Gustav e Ida también fallecieron de difteria unos meses después que Otto.

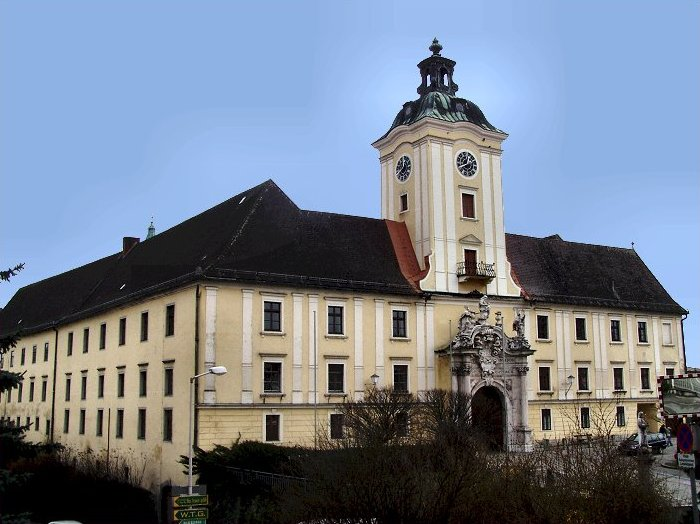
El monasterio de Lambach, donde Adolf Hitler recibió clases de canto en 1897/98.

El cuarto hijo de Klara y Alois y el primero que sobrevivió a la infancia, Adolf Hitler, nació a las seis y media de la tarde del 20 de abril de 1889. En 1892, debido a que Alois había sido ascendido, la familia se trasladó a Passau, ciudad de Baviera fronteriza con Austria, donde Klara dio a luz en 1894 a Edmund, su quinto hijo. En Passau la familia disfrutaba de una posición acomodada, y Klara contaba con la ayuda de una doncella y de la compañía de su hermana pequeña Johanna.
En 1894 Alois fue trasladado de nuevo, esta vez a Linz, pero la familia permaneció en Passau hasta que en febrero de 1895 adquirió una propiedad en la aldea de Hafeld, Fischlham, a cuarenta y cinco kilómetros de Linz. Un par de meses después Klara se reunió con su marido y allí nació en 1896 su última hija, Paula. Finalmente en noviembre de 1898, después de instalarse unos meses en Lambach, Alois compró su última casa en Leonding, una localidad muy próxima a Linz.
El 2 de febrero de 1898 murió de sarampión el hermano pequeño, Edmund, dejando a Adolf como el único descendiente masculino de Alois y Klara. Alois insistía en que Adolf se preparara para convertirse en funcionario y lo matriculó en la Realschule de Linz, aunque su rendimiento fue bastante malo. Según el mismo Hitler ya entonces había expresado su intención de dedicarse al arte, lo que provocó una época de tensiones entre padre e hijo que terminó cuando, el 3 de enero de 1903, Alois sufrió un colapso y falleció.

### Años finales (1903-1907)

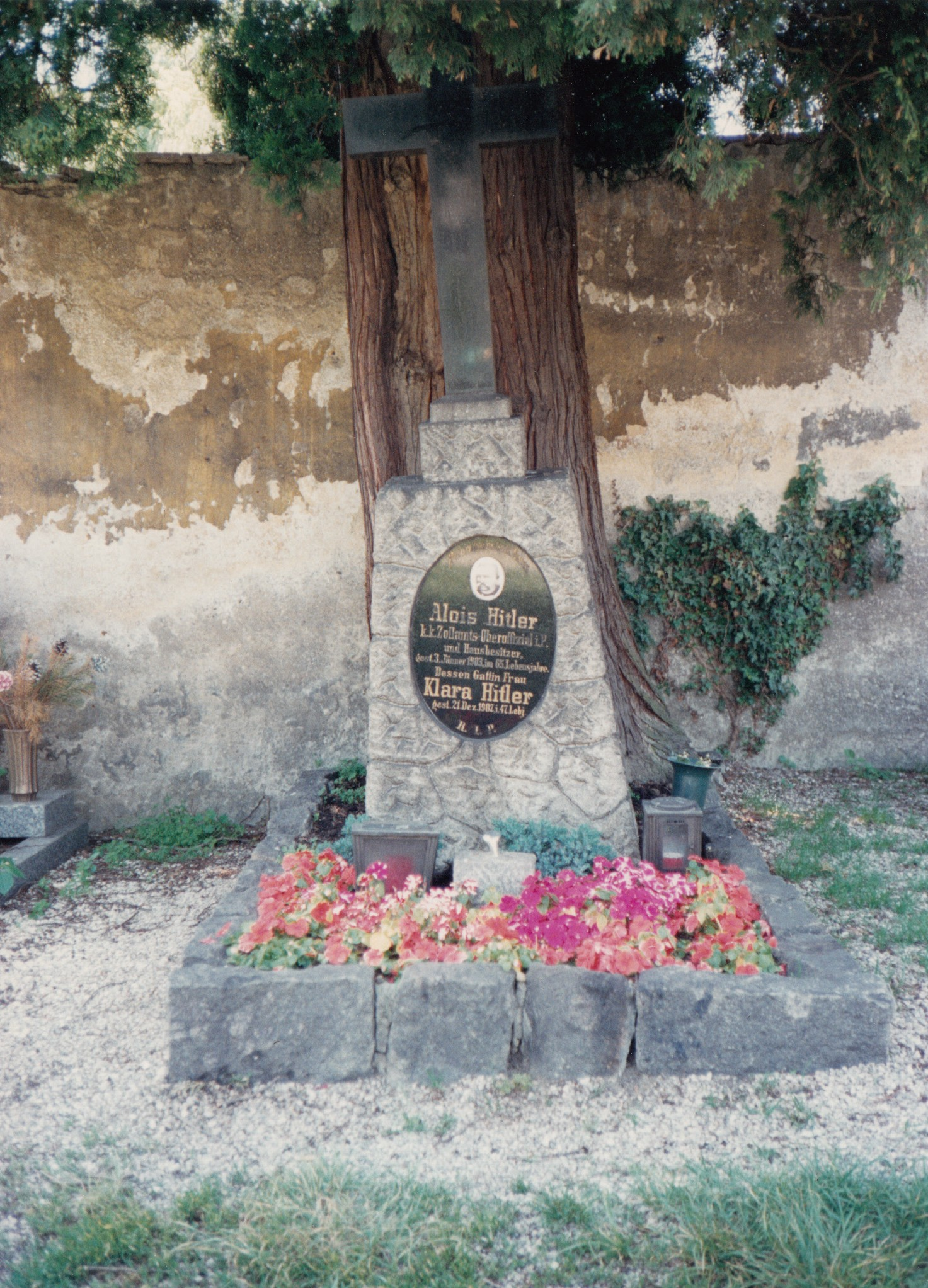
La tumba de Alois y Klara Hitler en Leonding.

Aunque inicialmente Klara intentó que Adolf cumpliera los deseos de Alois, estaba mucho más dispuesta a ceder ante los caprichos del único hijo varón que le quedaba. Ante sus malas notas tuvo que trasladar a Adolf a la Realschule de Steyr, donde tuvo que alojarse debido a que estaba demasiado lejos de casa, a unos ochenta kilómetros. Finalmente, con la excusa de una enfermedad, Adolf convenció a su madre de que no podía seguir estudiando. Para ese momento Klara había adquirido un cómodo piso en la Humboldtstrasse de Linz donde se mudó en junio de 1905 con su hermana Johanna y con Adolf y Paula.
En la primavera de 1906 Klara le pagó un viaje a Viena a Adolf, que insistía en estudiar arte. Para el año siguiente y pese a la oposición de parte de su familia contaba además con la subvención de su tía Johanna en su intento de ingresar en la Academia de Bellas Artes de Viena.
Ese mismo año Klara cayó gravemente enferma y debió ser operada de cáncer de pecho en enero de 1907. Se hizo cargo de su tratamiento el médico judío de la familia, el doctor Eduard Bloch, que comunicó a sus hijos que Klara tenía escasas probabilidades de sobrevivir. Adolf quedó muy afectado y se hizo cargo de los gastos y de las decisiones sobre el tratamiento, pero aun así se marchó a Viena en septiembre para presentarse al examen de ingreso en la Academia. A finales de octubre Bloch lo hizo llamar para avisarle de que la situación de su madre era desesperada y, finalmente Klara falleció en Linz el 21 de diciembre de 1907.
Klara fue enterrada en Leonding junto a su marido Alois. En marzo de 2012 la tumba, que era lugar de culto para algunos grupos neonazis, fue desmantelada y su lápida retirada, al parecer por decisión de un descendiente del primer matrimonio de Alois Hitler.

## Importancia en la vida de Adolf Hitler

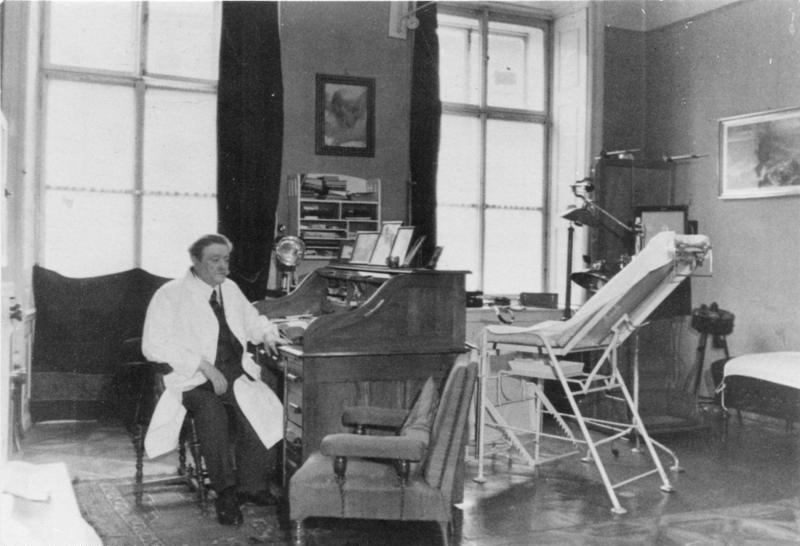
El doctor Eduard Bloch en su consulta de Linz (1938)

A pesar de que Hitler insinuó más tarde que la muerte de su madre lo dejó prácticamente en la pobreza, la realidad es que la buena administración de Klara, la ayuda de su tía Johanna, la pensión de orfandad y, posteriormente, la herencia paterna, aunque no le proporcionaron seguridad económica sí lo dejaron en una situación momentáneamente desahogada.
Existen muchos testimonios que documentan el profundo afecto que Adolf Hitler sintió por su madre. Llevó consigo sus fotografías y retratos hasta el final en el búnker de la Cancillería y, por ejemplo, el doctor Bloch dijo de él que «el amor que sentía por su madre parecía ser su rasgo más destacado». Al morir Klara añadió que, en esas circunstancias, «nunca había visto a nadie tan postrado por el dolor como Adolf Hitler», opinión confirmada tanto por los propios recuerdos de Hitler en Mein Kampf, como por su hermana Paula. Klara, una mujer bondadosa y devota según Bloch, era una madre protectora, lo que contrastaba con el temperamento autoritario de Alois. Hitler recordaba más tarde sus palizas y es muy probable que Alois extendiera el maltrato a su mujer. Siendo Alois también bebedor, puede que el rechazo de Hitler al alcohol se deba a esa experiencia.
Se ha especulado a veces, con escaso fundamento, que la muerte de Klara a los cuidados de un médico judío podría haber sido una de las causas del antisemitismo de Hitler. Es improbable en vista de las muestras de agradecimiento que, como postales y cuadros pintados por él mismo, Bloch asegura haber recibido de Hitler. Años más tarde, después del Anschluss, recurrió a Hitler para obtener un trato favorable, gracias al cual consiguió emigrar a Estados Unidos. El doctor Bloch falleció en 1945 en Nueva York.

## Descendencia
Con Alois Hitler tuvo seis hijos:
- Gustav Hitler (17 de mayo de 1885-8 de diciembre de 1887).
- Ida Hitler (23 de septiembre de 1886-2 de enero de 1888).
- Otto Hitler (1887-1887); Fallecido a los pocos días de nacer.
- Adolf Hitler (20 de abril de 1889-30 de abril de 1945).
- Edmund Hitler (24 de marzo de 1894-2 de febrero de 1900).
- Paula Hitler (21 de enero de 1896-1 de junio de 1960).

De los seis hijos de Klara únicamente Adolf Hitler y su hermana Paula llegaron a la edad adulta.